# 西青子
西 青子 (にし あおこ、2月26日 - ) は日本の女性タレント、コスプレモデル、アイドル、司会。グラフィックデザイナー。
三重県出身。血液型はA型。 女性エンターテイメント集団「あやまんJAPAN」のユースメンバー。

## 来歴
2009年よりコスプレ撮影会モデルとして活動を始める。2014年冬より撮影会モデル・コスプレアイドルとして撮影会、アイドルライブ出演等活動を行う。
2015年より撮影会・アイドル活動を辞め、タレントやライブMC、あやまんJAPAN ユースメンバーとして活動している。

## 人物
- 性格は「天真爛漫で好奇心旺盛な陽キャラのオタク」[2]。
- 趣味はお笑いライブ観賞とコスプレ、特技は皆口裕子のものまね(声のみ)。
- アニメ・ゲームが好きで、特に好きなのはドラゴンボール、スクライド、刃牙、星のカービィなど[2]。スマートフォンアプリゲームにも詳しく「ドッカンバトル」「バンドリ！ ガールズバンドパーティ！」などをプレイし、ゲームプレイ時を撮影した動画をYouTubeにアップしている。 2019年運営チャンネルが削除された。

- 柴犬が好きで、自身がライブで行うコントのネタに登場するキャラクター「しばまる君[3]」は柴犬がモチーフである。また、柴犬まるのファンであるとTwitter・ブログなどで公表している[4]。
- あやまんJAPAN ユースメンバー活動時の名前は「すーぱーあお子」。由来はすーぱーそに子[5]。
- 好きな食べ物はチョコレート。苦手な食べ物はパクチー。
- 2020年3月1日 元あやまんJAPANユースメンバー「ジェシカ」と共にPodcastラジオ「変態淑女のお茶会」を開始。とにかく可愛くて麗しいジェシカのことが大好きで毎晩考えるだけで好きすぎて震えている。

## 出演

### テレビ・ネット番組
- KGF NEXT告知放送(2015年8月7日、ニコニコ生放送)
- ピカルの定理(フジテレビ) - TVエキストラ
- ラジオ「青ジュリラジオ!」レギュラー[6]
- あやまんJAPAN SHOWROOM
- ビジネスキャッチ(2016年1月24日、千葉テレビ)
- ユーザー記者ニュース(2017年3月18日、ニコニコ生放送)
- オー・マイ・ジャンプ! 〜少年ジャンプが地球を救う〜 第4話・第5話(2018年2月2日・9日、テレビ東京)
- ひとりと佳代子と気になるお嬢 (2018年6月10日 AbemaTV)
- MGCM《マジカミ》制作発表会公式生放送(2019年4月3日、ニコニコ生放送)
- MGCM《マジカミ》リリース直前公式生放送(2019年6月17日、ニコニコ生放送)
- MGCM《マジカミ》公式生放送(2019年7月17日、ニコニコ生放送)
- ラジオ「変態淑女のお茶会」レギュラー

### イベント
- 2015年08月09日 コスプレイヤータワーin千葉ポートタワー
- 2015年09月13日 こじま竣工70周年記念ミニチュア観艦式 - メインMC
- 2015年10月25日 千葉ハロウィン仮装コンテスト2015 - メインMC
- 2016年02月14日 千葉バレンタインイベント2016 - メインMC
- 2016年04月30日 ニコニコ超会議2016 niconico cospllection
- 2016年07月23日 ウォーターランフェスティバル2016
- 2016年08月28日 千葉マリンフェスタ2016 ちば素敵艦隊 - メインMC
- 2016年09月18日 東京ゲームショウ2016 ガンバレル「ポップイRPGステージ」
- 2017年07月17日 ちば素敵艦隊in千葉マリンフェスタ2017 - メインMC
- 2017年08月05日 加曽利貝塚 かそり〜ぬひろば - メインMC
- 第42回親子三代祭り 前夜祭ステージ
- 2017年09月23日・24日 東京ゲームショウ2017 ぎゃる☆がん2ステージ - メインMC
- 2017年11月11日 『岩下の新生姜の日』制定記念イベント
- 2018年07月15日 ちば素敵艦隊in千葉マリンフェスタ2018 - メインMC

### ライブ
- 2015年12月20日 あやまんJAPAN大忘年会2015
- 2015年12月25日 RADIO FISH PARTY〜オリラジ10周年音楽祭〜
- 2016年01月24日 芸人ラップ王座決定戦第二章
- 2016年04月01日 お笑いライブTEPPEN.223 スプリングスペシャル - アシスタントMC
- ちばらいぶ! - 2016年11月19日〜2017年12月30日 メインMC
- 2016年12月18日 あやまんJAPAN大忘年会2016
- 2017年12月9日 あやまんJAPAN大忘年会2017
- 2018年05月5日・5月6日 加曽利貝塚縄文春まつり2018
- 2018年12月23日 あやまんJAPAN大忘年会2018

### MV
- AYAMANISM「IWASHITA (feat. 三島)」
- 森真梨「キセキ」
- 斉藤さん -Say To Love Me- / あやまんJAPAN